# Colm Gallagher
Colm Gallagher (* in Derry; † 26. Juni 1957 in Dublin) war ein irischer Politiker der Fianna Fáil und Unternehmer. Er war von 1951 bis 1954 und von März bis Juni 1957 Teachta Dála (Abgeordneter) im Dáil Éireann, dem Unterhaus des Oireachtas. 

## Leben
Colm Gallagher war Boxpromoter. Er war auch als Boxschiedsrichter in Europa aktiv und war in dieser Funktion Teilnehmer an den Olympischen Sommerspielen 1948 und 1952. Bei den Wahlen 1948 im Wahlkreis Dublin North-Central war er mit seiner Kandidatur für einen Sitz im Dáil noch erfolglos. Erst 1951 zog er dann, als er die Stimmenzahl verdreifacht hatte, in den Dáil ein. Bei den Wahlen 1954 scheiterte er dann knapp und verlor seinen Sitz. Er konnte den Sitz zwar bei den Wahlen 1957 zurückgewinnen. Er verstarb drei Monate nachdem er den Sitz eingenommen hatte.
Colm Gallagher war mit Peggy verheiratet, mit der er vier Kinder hatte.